# Robert Andrzejczyk
Robert Andrzejczyk (ur. 3 lutego 1976) – polski urzędnik państwowy, menadżer, nauczyciel akademicki, socjolog i historyk, w latach 2017–2020 prezes Polskiej Organizacji Turystycznej, od 2018 wiceprezes European Travel Commission, od 2022 dyrektor Muzeum Józefa Piłsudskiego w Sulejówku (od 2021 jako p.o.).

## Życiorys
Absolwent Krajowej Szkoły Administracji Publicznej w Warszawie (XIV promocja) i Wydziału Nauk Społecznych Uniwersytetu im. Adama Mickiewicza (socjologia). Na Uniwersytecie Mikołaja Kopernika w Toruniu uzyskał stopień doktora nauk humanistycznych w dyscyplinie historia.
Zanim rozpoczął pracę w służbie cywilnej przez kilka lat był związany z branżą public relations i badań marketingowych.
W służbie cywilnej pracował w Ministerstwie Finansów, Ministerstwie Spraw Zagranicznych (konsul i radca ekonomiczny w latach 2008-2012) oraz Ministerstwie Sportu i Turystyki (dyrektor Biura Dyrektora Generalnego). We wrześniu 2017 powołany na stanowisko prezesa Polskiej Organizacji Turystycznej. W maju 2018 r. wybrany przez kraje członkowskie na stanowisko wiceprezesa European Travel Commisssion (ETC), gdzie nadzoruje obszar advocacy. We wrześniu 2020 wybrany na wiceprezesa ETC na drugą kadencję. W październiku 2020 zakończył pełnienie funkcji prezesa Polskiej Organizacji Turystycznej. Od 1 sierpnia 2021 był p.o. dyrektora Muzeum Józefa Piłsudskiego w Sulejówku. 1 sierpnia 2022 został powołany na stanowisko dyrektora tego muzeum. W 2025 minister kultury powołała go na kolejną 5-letnią kadencję.
Naukowo zajmuje się historią dyplomacji gospodarczej (międzyrządowe zobowiązania finansowe) oraz tworzeniem i promocją produktów turystycznych opartych na dziedzictwie kulturowym.